# 2021年勒芒24小时耐力赛

萨尔特赛道

第89届勒芒24小时耐力赛（法语： 89e 24 Heures du Mans）是一个为期 24 小时的汽车耐力赛，比赛由许多车队组成，每个车队有三名车手组成，参加勒芒原型车和勒芒LMGTE赛车的比赛，于2021年8月21日以及22日举行，赛事在法国勒芒附近的萨尔特赛道举办，有将近50,000名观众观看。 这是该赛事自 1923 年以来由西部汽车俱乐部举办的第 89 届赛事。该赛事是2021年国际汽联世界耐力锦标赛第四轮比赛，从6月推迟到8月，以增加参赛人数。比赛前一周即 8 月 15 日举行了测试日。
这场比赛是首场将新勒芒超级跑车规则作为其最高级别的勒芒赛事，取代了LMP1组别。迈克·康威、小林可梦伟和荷西·馬利亞·盧比斯在小林可梦伟在Hyperpole赛段创造了整体最快单圈时间后从杆位发车。 三人组在大部分比赛中都处于领先地位，从而实现了他们的首个勒芒胜利，也是丰田车队连续第四次获得胜利。他们的队友塞巴斯蒂安·布埃米、布伦登·哈特利、中岛一贵落后两圈获得第二名；阿尔品车队的三位车手获得亚军。

## 背景

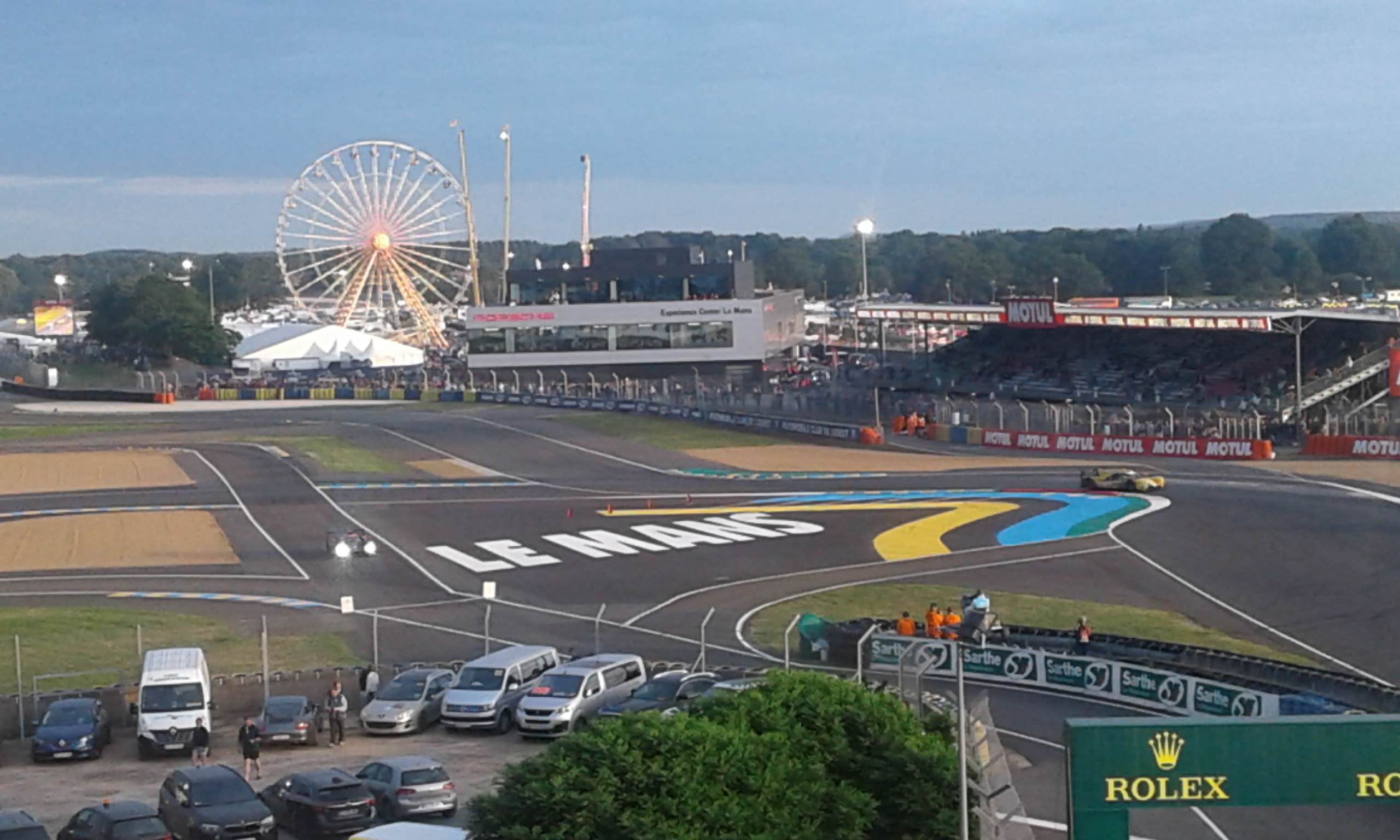
萨尔特赛道

在比赛开始前，塞巴斯蒂安·布埃米、布伦登·哈特利、中岛一贵以75分领先勒芒超级跑车世界锦标赛，迈克·康威、小林可梦伟和荷西·馬利亞·盧比斯以69分排在第二。2021 年的赛事是第 89 届赛事，本计划于 6 月 12 日至 13 日在法国勒芒附近的萨尔特赛道举行；但是由于法国 COVID-19 大流行，ACO 将其推迟至 8 月 21 日至 22 日，以增加观众入场的可能性。ACO 确认最多将接纳约 50,000 名观众进入赛道，约为正常 250,000 名观众的 20%。观众必须出示法国政府健康护照，证明已完全接种疫苗、48 小时内进行的 COVID-19 核酸检测呈阴性，或提供先前在 15 天至 6 个月内感染过 COVID 的证明，并被视为具有免疫力。观众在比赛时必须带口罩。

## 规则的改变
新的勒芒超级跑车级别由 ACO 和 FIA 联合制定，其法规旨在降低成本并提高竞争，取代了老化且更昂贵的勒芒原型车 LMP1 级别。 制造商可以建造公路汽车的规格或专门设计的由混合动力或非混合动力系统驱动的原型车。超级跑车的最小重量和最大功率输出受到限制。

## 比赛报名
比赛报名开放时间为2020年12月4日至2021年2月23日。ACO在各个组别总共发出了62份邀请函。

### 自动参赛
在2020年勒芒24小时耐力赛赢得自己组别的车队，或者在欧洲勒芒系列赛（ELMS），亚洲勒芒系列赛（ALMS），米其林勒芒杯（MLMC）获得冠军的车队自动获得了邀请。获得2020年的ELMS LMP2和LMGTE组别的第二名选手均获得自动邀请。来自 IMSA跑车锦标赛的两名参赛者被ACO选择为自动参赛者，无论其表现或类别如何。当车队获得邀请后，他们可以更换上一年的赛车，但不能更换类别。ELMS和ALMS的LMP3组别冠军需要参加LMP2比赛。MLMC GT3组冠军需要参加LMGTE Am组别。
ACO于2021年3月5日公布了自动参赛的最终名单。GPX Racing 选择放弃邀请，因为车队认为他们不具备参加勒芒比赛所需的装备。
| 被邀请的原因                       | 参加LMP2的车队                  | 参加LMGTE Am的车队      |
| ---------------------------------- | ------------------------------- | ----------------------- |
| 2020年勒芒24小时耐力赛冠军         | 联合赛车运动                    | TF运动                  |
| ELMS LMP2和LMGTE组别冠军           | 联合赛车运动                    | 质子运动                |
| ELMS LMP2和LMGTE组别亚军           | 联合赛车运动                    | 凯塞尔赛车              |
| ELMS LMP3组别冠军                  | 联合赛车运动                    |                         |
| 大量参加国际赛车运动协会跑车锦标赛 | 帕特里克·凯利                   | 瑞恩·哈德威克           |
| ALMS LMP2和GT组别冠军              | G-Drive赛车                     | 普雷科特·赫伯斯赛车运动 |
| ALMS GT组别冠军                    | 联合赛车运动                    |                         |
| ALMS GT组别亚军                    |                                 | GPX赛车                 |
| ALMS GT组别季军                    | Rinaldi赛车                     |                         |
| ALMS GT组别殿军                    | Inception赛车与Optimum 赛车运动 |                         |
| MLMC GT3组别冠军                   | 铁山猫                          |                         |

### 参赛名单
ACO于3月9日公布了完整的参赛名单，共有62辆车。 除了33名WEC参赛者外，还有14名来自ELMS、5名来自IMSA、7名来自ALMS以及2 名参赛者只参加勒芒赛。 两个LMP类别共有30辆赛车，两个LMGTE类别各有31辆赛车，还有一辆创新赛车。

### 56号车库
用于在勒芒测试新技术的56号车库概念车在阔别五年后回归。

## 注解
1. ↑  56号车库的命名起源可以追溯到它的第一次参赛，即在2012年勒芒24小时耐力赛中占据第56个维修站车库的DeltaWing赛车。[17]